# Goswin Krackrügge

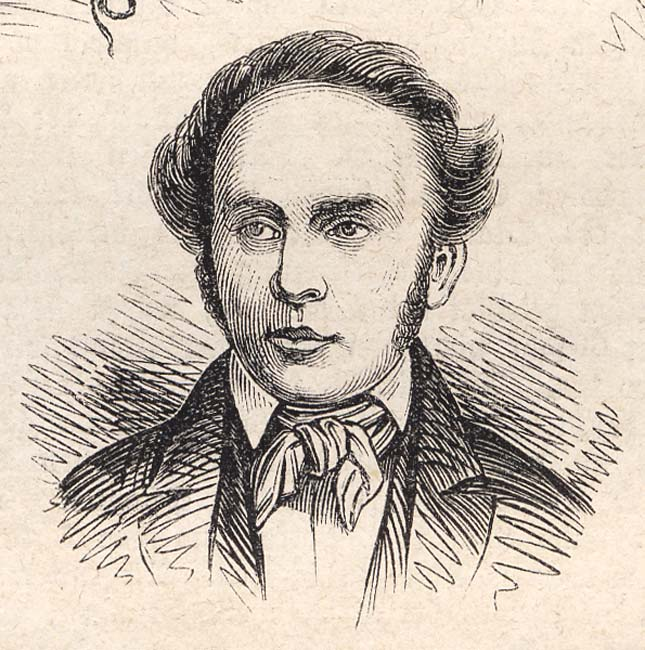
Goswin Krackrügge. Holzschnitt 1851

Goswin Friedrich Arnold Leopold Krackrügge (* 26. September 1803 in Soest; † 18. November 1881 in Kassel) war ein deutscher Seilerwarenhändler, Kaufmann und Journalist. Er war Abgeordneter der preußischen Nationalversammlung und der zweiten preußischen Kammer.

## Leben
Goswin Krackrügge war der Sohn des Domänen-Inspektors Johann Caspar Heinrich Krackrügge († 1817 in Soest) und von Johanna Maria Catharina Roemer. Seine Schwester Theodora Helene Caroline Wilhelmine Friedericke Krackrügge (* 1799; † 1836) war mit dem Arzt Hermann Becker (* 1794; † 1824), dem Vater des bekannten Fortschrittspolitikers und Oberbürgermeisters Hermann Heinrich Becker, verheiratet. Er wurde am 19. Oktober 1803 in der Sankt-Petri Kirche in Soest getauft.
Im August 1820 trat er in die 4. Artilleriebrigade in Münster ein. In den drei Dienstjahren, zu denen er sich verpflichtet hatte, wurde er auch wegen verschiedener Delikte angeklagt und verurteilt, so z. B. wegen einer Schlägerei oder weil er Bücher verkauft hatte. 1826 war er Sekretär des Bürgermeisters Geißel in Witten, danach in Bochum. Zwischen 1833 und 1836 war er Verwaltungs-Sekretär der „Central-Wohlthätigkeitsanstalt“ in Elberfeld. Hier gab er ein Adressbuch zugunsten der Armen heraus. Außerdem betätigte er sich als Redakteur der Zeitung „Fremden-Blatt und täglicher Anzeiger“ in Elberfeld.
Seine erste Broschüre Mord an Seele und Leib, verübt an dem unglücklichen Findling Kaspar Hauser stand im Zeichen der öffentlichen Spekulationen um die vermeintliche Ermordung Kaspar Hausers. In gutem Glauben bezog sich Krackrügge auf den für kurze Zeit in der damaligen Presse aufsehenerregenden Brief eines Dr. Hartmann, der mit dem sterbenden Hauser gesprochen haben wollte. Der Brief war jedoch fingiert und stammte in Wahrheit von Adolf Bäuerle, dem Herausgeber der Wiener Theaterzeitung.
Um 1837 ließ er sich in Schlotheim als Kaufmann für Seilerwaren nieder, beschäftigte hundert Arbeiter, Weber, Seiler und Posamentierer und heiratete. In Schlottheim geriet Krackrügge in eine juristische Auseinandersetzung mit dem Gerichtsdirektor Gottfried Beringer, der in einem Brief an seine Regierung schrieb, „daß er den Krackrügge persönlich von Grund seines Herzens hasse und daß er seinem Privathaß auch einen Einfluß auf seine Amtsverrichtungen gestattet habe.“ Das zeigt, welchen Charakter das damalige Patrimonialgerichtswesen hatte, in dem der Richter, Advokat, Zeuge und Exekutor oft eine Person war. Das führte dazu, dass ihm die Niederlassung in Schlotheim verweigert wurde und er großen finanziellen Schaden erlitt. Nachdem auch seine Wohnung verwüstet wurde, ohne dass die Polizei, die dem Gerichtsdirektor Beringer unterstand, eingriff, ging er nach Neunheilingen im Kreise Langensalza und dann nach Erfurt. Dort erhielt er am 15. April 1845 das Bürgerrecht. Er trat in den 1836 gegründeten „Bürger-Hülfs-Verein“ ein, der aber nur 22 Mitglieder hatte, wurde dessen Vorsteher und bald hatte der Verein mehr als 500 Mitglieder. Um auch außerhalb des Vereins Einfluss auf die öffentliche Meinung zu nehmen, schrieb Krackrügge auch Artikel für die von Hermann Alexander von Berlepsch herausgegebene Zeitung „Erfurter Stadt- und Landbote“. Krackrügge führte einen stetigen Kampf mit der Zensur und schöpfte dabei alle rechtlichen Mittel aus. Am 29. November 1845 erschien im Erfurter Stadt- und Landboten eine Meldung: „???! Man erzählt sich von einer schrecklichen Einsperrung eines Mädchens, welches einer wohlhabenden Familie höheren Standes angehört und bittet um Aufklärung.“ Dieses Mädchen war Pauline Friederike Wilhelmine v. Ehrenberg (28.03.1806 – 16.12.1873), die durch ihre leiblichen Eltern acht Jahre lang gefangen gehalten wurde. Außer zahlreichen Artikeln veröffentlichte Krackrügge 1846 zu diesem Fall auch die Schrift Maria Hauser oder das gräßliche Attentat zu Erfurt. Der Vater des Kindes führte einen Prozess gegen Krackrügge, in dem Krackrügge wegen seiner Veröffentlichungen zu vier Monaten Zuchthaus verurteilt wurde. Am 1. März 1846 wurde Krackrügge zum Stadtverordneten gewählt. Damit er sein Amt nicht antreten konnte, wurde ihm das Bürgerrecht zu entziehen versucht. Er hielt Unterstützung von 300 Bürgern der Stadt, die „Den freien Vertreter Der Wahrheit und des Rechts“ unterstützten. Obwohl die königliche Regierung den Antrag des Stadtrats auf Aberkennung des Bürgerrechts ablehnte, kam der Stadtrat dieser Aufforderung nicht nach. Fast gleichzeitig wurde Krackrügge in erster Instanz im Prozess Ehrenberg zu sechs Monaten Zuchthaus verurteilt, wogegen Ehrenberg Beschwerde einlegte. Außerdem verklagte ihn ein Schwager Ehrenbergs, der sich auch in seiner Ehre beleidigt gefühlt hatte, und am 13. Dezember 1846 wurde das Wohnhaus von Krackrügge durch Feuer zerstört. Am 24. November 1847 musste Goswin Krackrügge seine Zuchthausstrafe in Lichtenberg antreten.
Am 14. März 1848 „wandte sich die Volkswuth zunächst gegen den Regierungsrath v. Ehrenberg und vernichtete einen großen Theil seines Besitzstandes“. Daraufhin gab Ehrenberg eine Erklärung ab, in der er alle Anzeigen gegen Krackrügge zurückzog, gleichzeitig aber darauf bestand, dass er sich „nicht an seiner Tochter schuldig gemacht“ habe. Krackrügge lehnte diese „Entschuldigung“ ab. Am 23. März 1848 wurde er aus dem Zuchthaus entlassen und kehrte umjubelt in seine Heimatstadt Erfurt zurück. Die ganze Geschichte um diesen Prozess gegen Krackrügge kann man mit dem modernen Begriff Mobbing umschreiben.
Am 8. Mai 1848 wurde Krackrügge im ersten Wahlgang als Deputierter der preußischen Nationalversammlung gewählt. In dem Artikel „Der Wahrheit die Ehre“ in seiner Zeitung „Der Deutsche Stadt- und Landbote“ erklärte er: „Das Volk von Berlin und seine Revolution […] sind in der Provinz Sachsen, Erfurt nicht ausgeschlossen, verkannt und verdächtigt worden: man hat das Volk Aufwiegler, seinen Kampf am 18./19. März eine Emeute genannt. Das ist eine schwere Versündigung an der Revolution und ihrem Erkämpfer, dem Volke von Berlin. Ich muß zu meiner Beschämung bekennen, daß ich selbst mit einer üblen Meinung von den Barrikaden, von […] ihren Verteidigern […] und den Führern des Berliner Volkes […] hierher gekommen bin. Ich habe mich geirrt […] Die feile Presse […] hatte mich getäuscht. Ich fühle mich in meinem Gewissen gedrungen, mein Unrecht durch dieses öffentliche Bekenntnis zu büßen. […] Darum […] erachte ich mich mit meinem Mandat stehend auf dem Boden der Revolution, in schuldiger Ehrfurcht vor ihr und vor ihrem Erkämpfer, dem hochherzigen Volke von Berlin.“ Sein erster Antrag in der Berliner Versammlung am 6. Juni 1848 beschäftigte sich mit Wiedergutmachungsansprüchen von zwei am 14. März 1848 durch das dortige 31. Regiment unschuldig erschossenen Bürgern Erfurts. Auch ein „Antrag auf Erklärung der Volksschullehrer für Staatsdiener und Lieferung eines entsprechenden Gehalts“ erboste die Redaktion. Krackrügge stimmt immer mit den Linken in der preußischen Nationalversammlung. Seinen ersten Artikel für die Neue Rheinische Zeitung von Karl Marx veröffentlichte er am 23. Juli 1848. Krackrügge war auch während seines Berliner Mandats für Erfurt tätig. So half er mit, die verhasste Mahl- und Schlachtsteuer durch die Klassensteuer zu ersetzen, sodass die arme Bevölkerung nicht mehr durch die direkte Steuer so stark belastet wurden. Nachdem die Regierung Brandenburg durch einen Staatsstreich eingesetzt wurde, beteiligte sich Krackrügge gemeinsam mit Carl d’Ester, Graf Eduard von Reichenbach, Hexamer und anderen linken Abgeordneten an der Verteidigung der Republik.

„Mitbürger! Das Vaterland ist in Gefahr! Gegen den, am 2. d. M. fast einstimmig ausgesprochenen Willen der Versammlung ist heute das Ministerium Brandenburg ernannt worden und hat seine Wirksamkeit mit einem Staatsstreiche begonnen. Die Versammlung der Volksvertreter soll vertagt werden, um später an anderem Orte zusammenzutreten. Mitbürger! Die National-Versammlung, berufen Euren Willen zu vertreten, kann weder vertagt, verlegt, noch aufgelöst werden. Wir sind fest entschlossen, solchen Gewaltstreichen mit allen uns zum Gebot stehenden Mitteln energischen Widerstand entgegenzusetzen. Vertraut auf uns, seid einig in der Wahrung der errungenen Freiheit, und bedenkt, daß besonnener Muth jede Gefahr übewindet. Berlin, den 9. November 1848. Krackrügge, Abgeordneter des Kreises Erfurt, im Einverständnis mit 231 anderen Abgeordneten“

Krackrügge gehörte zu den Befürwortern der Steuerverweigerung und wurde 1850 in einem Gerichtsverfahren freigesprochen. Im November 1850 erhielt Krackrügge das Flugblatt Deutsche Männer und preußische Unterthanen, durch Carl Wunibald Otto und Alexander Wolle zur Verteilung zugesandt, das im Kölner Kommunistenprozess eine Rolle spielte.
Ein tiefgreifendes Ereignis in seinem Leben war die Ermordung seines Sohnes Johann Goswin Krackrügge (* 8. April 1838; † 25. Juli 1853). Sein Junge wurde Opfer eines Raubmordes, der auch außerhalb Erfurts vielfach öffentlich besprochen wurde. Er wurde auf dem Weg zu seiner Großmutter nach Schlotheim überfallen, ausgeraubt und erstochen. Der Mörder wurde hingerichtet.
Am 29. Mai 1860 heiratete er Pauline Gottschalk in der Sankt-Petri-Kirche in Soest.
1856 gründete Krackrügge die „Assoziation zur Beschaffung billiger Lebensmittel“ in Erfurt. Er wurde die ganze Zeit über von der Erfurter Regierung beobachtet. Vermutlich hatte er den Überblick über die Geschäftsführung der Konsumgenossenschaft verloren und wurde im November 1869 wegen „wissentlich falschen Gebrauches falscher Urkunden in zwei Fällen“ mit zwei Jahren Zuchthaus bestraft. 1870 wohnte er in Berlin. 1873 verließ er Erfurt und ließ sich in Kassel nieder, wo er 1881 verstarb.

## Steckbrief
„Vorname: Goswin. Nachname: Krackrügge. Gewerbe: Kaufmann. Gebortsort: Soest. Wohnort: Erfurt. Religion: evangelisch. Alter: 44 Jahre. Größe: 5 Fuß 7 Zoll. Haare: schwarz. Stirn: hervorstehend. Augenbrauen: dunkel. Augen: braun. Nase: gewöhnlich. Mund: deßgleichen. Bart: schwarz und dunkel. Zähne: gesund. Kinn: oval. Gesichtsfarbe: fahl. Gestalt: mittler. Sprache: deutsch. Besondere Kennzeichen: keine.“

## Werke
- Mord an Seele und Leib, verübt an dem unglücklichen Findling Kaspar Hauser. Elberfeld 1834.
- Rüttger Brüning (Hrsg.). Officielles Adressbuch für Rheinland-Westphalen. Bearb. vom Verwaltungssecretair Goswin Krackrügge. 3 Teile. Schönian, Elberfeld 1834.[39]
- Maria Hauser oder das gräßliche Attentat zu Erfurt. Jurany, Leipzig 1846.
- Der Deutsche Stadt- und Landbote. Redigiert von Goswin Krackrügge. 1. Januar 1847 bis 24. November 1848, Eisenberg.
- Wasser-Ordnung, wonach alle Mühlen über, in und unter der Stadt Erfurt sich zu richten nach alten Herkommen und mit allerseits Interessenten Vorwissen und Bewilligung, worinnen enthalten nicht nur des Wasser-Amtes und deren Mühlen Jura, sondern auch alle Ein- und Ausflüsse der Wasser-Leitung in der ganzen Stadt […] De Anno 1718. Ohlenroth, Erfurt 1847.
- Actenmässige Darstellung desjenigen Untersuchungs-Verfahrens, welches auf den Antrag eines Teils der Stadt-Verordneten Krackrügge von dem Wohllöbl Magistrat wegen Entziehung des Bürgerrechts eingeleitet werden ist No. I. Den vierzehn Senioren hiesiger Bürgerschafts gewidmet. Erfurt 1846.
- Antrag des Abgeordneten Krackrügge wegen Aufhebung der zur Unterhaltung der Garnison in der Stadt Erfurt auf den Ackergrundbesitzern von 35 Ortschaften der Provinz Erfurt lastenden Magazin-Abgabe und wegen Übernahme von Kriegsschulden dieser Ortschaften auf die Staatsschuld. Besser, Berlin 1848.
- Hohe National-Versammlung! Umstehend überreichen wir Einer Hohen National-Versammlung durch unsern Abgeordneten Krackrügge ehrerbietigst einen Abdruck derjenigen Petition, welche wir heute dem Hohen Staats-Ministerium eingereicht haben […] zur Wiederherstellung eines kräftigen Handwerkerstandes […] Erfurt, am 4. Juni 1848. Die Vorstände und Deputirten der Innungen zu Erfurt. Besser, Erfurt 1848.
- Der Ehrenberg-Krackrügge'sche Prozeß. Vom Anfang bis zum Ende dargestellt, nebst den darauf Bezug habenden höchst interessanten Zeugenaussagen. Nebst einem Anhang: Krackrügge's Triumphzug. In Komm. Körner, Erfurt 1848.
- An meine Wähler. Selbstverlag 1848 Fünf Hefte.
- Post-Journal mit zeitweisen Nachrichten über die Wirksamkeit der deutschen Post-Beamten-Vereine. Redakteur: Julius Oschatz und Goswin Krackrügge. Selbstverlag, Erfurt 1848–1849.
- Neue Erfurter Zeitung. Erfurt 1849/50. Hrsg. Goswin Krackrügge, Nr. 1–139.
- Nichtigkeits-Beschwerde des Kaufmanns Goswin Krackrügge zu Erfurt gegen das Erkenntniss des Königlichen Schwurgerichtshofes daselbst vom 26. August 1850 wegen Beleidigung von Militär-Personen in Bezug auf ihren Dienst. Erfurt 1850.

## Archivalien
- Privat-Acten von Goswin Krackrügge zu Erfurt betreffend Protokolle der National-Versammlung zu Berlin 1848 Digitale Sammlungen der Universität Köln.
- Stadtarchiv Erfurt: Archivgut 1-1/16m- 10 Akta betr. den Kaufmann Krackrügge.
- Stadtarchiv Erfurt: Archivgut 1-1/1e- 14 Akta betr. die Entziehung des Bürgerrechtes gegen den pp. Krackrügge.
- Stadtarchiv Erfurt: Archivgut 1-1/1e- 13 Akta betr. die Wahl des Kaufmanns Krackrügge zum Stadtverordneten und dessen verweigerte Aufnahme ins Kollegium.
- Stadtarchiv Erfurt: Archivgut 1-1/16i- 30 Ein Paket älterer Untersuchungs-Akten gegen den später bekannten Kaufmann Krackrügge (6 Hefter).
- Stadtarchiv Erfurt: Archivgut 1-1/16l- 31 Akta betr. Aufnahme des pp. Krackrügge unter die hiesigen Gewerbetreibenden.
- Goswin Krackrügge an Johann Friedrich Benzenberg. Zwei Briefe 1843. Heinrich-Heine-Institut, Düsseldorf.
- Goswin Krackrügge an Förster. Brief vom 12. Oktober 1848. Kunstsammlungen der Veste Coburg. Signatur: V,1179.
- Goswin Krackrügge an Ludwig Schaller. Brief vom 25. Juni 1849. Universitäts- und Landesbibliothek, Bonn.